# Disco Ensemble
Disco Ensemble – fiński zespół grający post-hardcore/indie/punk.

## Dyskografia

### Albumy
- The Island Of Disco Ensemble (2010)
- Magic Recoveries (2008)
- First Aid Kit (2006)
- Viper Ethics (2003)

### EP
- Back on the MF Street (2009)
- Ghosttown Effect (2001)
- Memory Three Sec (2000)

### Single
- Back on the MF Street (2009)
- Drop Dead, Casanova (2006)
- Black Euro (2005)
- We Might Fall Apart (2005)
- Videotapes (2004)
- Mantra (2003)
- Transatlantic (2002)
- Turpentine (2002)